# Colegio San Ignacio
Het Colegio San Ignacio (Nederlands: College van de H. Ignatius) is een instelling voor lager- en hoger onderwijs in de Chileense hoofdstad Santiago. Het is tevens de op een na oudste particulier onderwijsinstelling van de stad. De school is aangesloten bij de Latijns-Amerikaanse Federatie van Scholengemeenschappen van de Jezuïeten.
De school werd in 1856 opgericht door jezuïeten en wordt nog altijd geleid door leden van deze orde. Samen met het Colegio de los Sagrados Corazones (College van de Heilige Harten) en het Liceo Alemán (Duits Lyceum) geldt het Colegio San Ignacio als een van de meest prestigieuze particuliere onderwijsinstellingen van het land.
Tot 1954 was de school tevens een internaat. Tot 2015 was het Colegio San Ignacio een jongensschool, maar sindsdien laat de school ook meisjes toe als leerling.
Onder de bekende alumni treft men politici (w.o. presidenten), journalisten, wetenschappers en sporters aan.